# 玉泉寺 (下田市)
玉泉寺（ぎょくせんじ）は、静岡県下田市にある曹洞宗の寺院。山号は瑞龍山。本尊は釈迦如来。

## 歴史

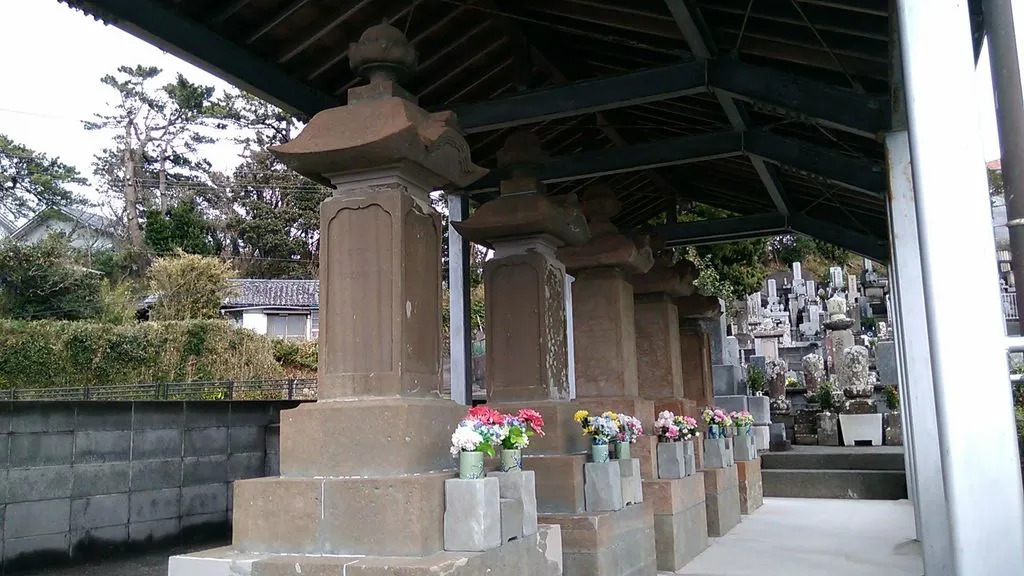
外国人墓所

創建年代は不詳。もとは真言宗の寺院であったが、天正年間（1573年 - 1592年）に曹洞宗に改宗された。
幕末期、1854年（嘉永7年）3月締結の日米和親条約ならびに同年5月締結の下田追加条約によりアメリカ人の休息所および墓所として指定された。さらに1856年（安政3年）8月から1859年（安政6年）5月までアメリカ総領事館が置かれ、タウンゼント・ハリスが総領事をつとめた。
境内には1927年（昭和2年）に渋沢栄一が建立した「ハリス顕彰記念碑」や、ハリスの関連資料等を展示したハリス記念館が建てられている。
1854年の黒船来航時に病死したアメリカ人乗組員の埋葬をきっかけに、1850年代に計5人のアメリカ人乗組員がここに葬られ、毎年5月中旬に下田市中心街で開催される「黒船祭」に合わせ、米海軍主催により「黒船将兵墓前祭」が墓所前で執り行われている。また、アメリカ人墓所とは別の箇所にロシアのプチャーチン提督率いるディアナ号（1854年）、アスコルド号（1858年）の水兵計4人も埋葬されている。

## 文化財
史跡（国指定）
幕末のアメリカ総領事館跡として外交史上価値が高いことから、国の史跡に指定されている。

## 所在地
- 静岡県下田市柿崎31-6

## アクセス
- 東海バスS40須崎・爪木崎線「柿崎神社前」停留所から徒歩約2分（伊豆急行線伊豆急下田駅からS40爪木崎行・S41須崎海岸行バスで約5分）。